# ایرینا پوزدنیاکووا
ایرینا پوزدنیاکووا (به انگلیسی: Irina Pozdnyakova) (زادهٔ ۲۹ آوریل ۱۹۵۳) شناگر اهل شوروی است.
او مادر ایوان زایتسف است.